# Ludwig Bauer (Geograph)
Ludwig Bauer (* 1. Dezember 1927 in Pößneck) ist ein deutscher Geograph und Naturschützer.

## Leben
Von 1946 bis 1951 studierte Ludwig Bauer Geographie/Geologie und Chemie an der Friedrich-Schiller-Universität Jena (FSU Jena). 1953 promovierte er an der FSU Jena mit einer Arbeit über Hochwasser-Genese und Hochwasserschutz im Unstrutgebiet. 1960 habilitierte er sich, ebenfalls an der FSU, mit einem Thema über vergleichende Hydrogeographie Thüringens zum Dr. sc. 
Anschließend arbeitete er von 1953 bis 1956 als Assistent und wissenschaftlicher Mitarbeiter in der Zweigstelle Jena des Instituts für Landesforschung (später Landschaftsforschung) und Naturschutz Halle (ILN Halle) der Akademie der Landwirtschaftswissenschaften der DDR, Zweigstelle Jena, und war dann deren Leiter von 1956 bis 1963. Von dem Jahr an bis 1975 war er in Nachfolge von Hermann Meusel als Direktor des ILN Halle tätig.
Danach wurde er Wissenschaftlicher Mitarbeiter und Sekretär der Sektion Landeskultur und Naturschutz der Akademie der Landwirtschaftswissenschaften der DDR, Berlin. 1980 ging er aufgrund seiner Invalidisierung in den Ruhestand.
Bauer war ab 1968 korrespondierendes Mitglied der Deutschen Akademie der Landwirtschaftswissenschaften zu Berlin. Zudem gehörte er dem wissenschaftlichen Beirat für Heimatforschung des Instituts für Geographie und Geoökologie der Akademie der Wissenschaften der DDR an. Ab 1961 lehrte er nebenbei als Dozent und Gastprofessor für Landschaftsökologie und Landschaftspflege an der Martin-Luther-Universität Halle-Wittenberg. Ein längerer Zeitzeugenbericht Bauers findet sich in Behrens und Hoffmann 2013, S. 15 bis 25.
Er war Mitautor der Reihe Werte unserer Heimat und gab das Handbuch der Naturschutzgebiete der Deutschen Demokratischen Republik heraus.

## Werke
- Ludwig Bauer (Hrsg.): Handbuch der Naturschutzgebiete der Deutschen Demokratischen Republik. 5 Bände. Urania, Leipzig, Jena, Berlin, 1972–1975.
- Ludwig Bauer, Hugo Weinitschke: Landschaftspflege und Naturschutz. Gustav Fischer, Jena, 1964
- Hochwasserabfluß und Landschaftshaushalt, 1956

## Schriften
- Hermann Behrens, Jens Hoffmann (Red.); Institut für Umweltgeschichte und Regionalentwicklung e. V. (Hg.): Naturschutzgeschichte(n) – Lebenswege zwischen Ostseeküste und Erzgebirge. Friedland 2013. ISBN 978-3-942477-64-2
- Theophil Gerber, Hartmut Boettcher und Manfred G. Raupp: Gerbers Biographisches Lexikon der Agrarwissenschaften, Hohenheim 2021, S. 103, https://opus.uni-hohenheim.de/volltexte/2021/1981/
- Lutz Reichhoff, Uwe Wegner (Red.); Institut für Umweltgeschichte und Regionalentwicklung e. V. (Hg.): ILN – Forschungsgeschichte des ersten deutschen Naturschutzinstituts. Berlin. ISBN 978-3-95799-027-3

## Belege
1. ↑  Titelblatt von Bd. 1 (Die Naturschutzgebiete der Bezirke Rostock, Schwerin und Neubrandenburg, 2. Aufl., Urania-Verlag, Leipzig 1980): „Erarbeitet von einem Kollektiv des Instituts für Landesforschung und Naturschutz Halle (Saale) der Akademie der Landwirtschaftswissenschaften der Deutschen Demokratischen Republik unter Leitung von Ludwig Bauer“.

| Personendaten    | Personendaten                        |
| ---------------- | ------------------------------------ |
| NAME             | Bauer, Ludwig                        |
| KURZBESCHREIBUNG | deutscher Geograph und Naturschützer |
| GEBURTSDATUM     | 1. Dezember 1927                     |
| GEBURTSORT       | Pößneck                              |